# Фишер, Кэрри
Кэрри Фрэнсис Фишер (англ. Carrie Frances Fisher; 21 октября 1956, Бербанк, Калифорния, США — 27 декабря 2016, Лос-Анджелес, там же) — американская актриса, сценаристка и прозаик, дочь актрисы Дебби Рейнольдс и певца Эдди Фишера. Известность получила благодаря исполнению роли принцессы Леи Органы в киносаге «Звёздные войны».

## Биография
Родилась в семье певца Эдди Фишера (1928—2010, сын еврейских эмигрантов из России) и актрисы Дебби Рейнольдс (1932—2016). Младший брат — Тодд Фишер. Две единокровные сестры, Джоэли Фишер и Триша Ли Фишер, также актрисы.
Когда Кэрри было 2 года, родители развелись, и отец женился на актрисе Элизабет Тейлор. На следующий год её мать вышла замуж за владельца сети обувных магазинов Гарри Карла.
С детства мечтала последовать по пути своих родителей. С 12 лет она часто появлялась в Лас-Вегасе с матерью. Для получения образования поступила в школу в Беверли-Хиллз, но вскоре оставила её для реализации своей детской мечты — стать актрисой. Её дебют состоялся в 1973 году в мюзикле «Ирэн», возрождённом бродвейском хите, вместе с матерью.

## Карьера
Фишер дебютировала в кино в 1975 году в роли не по годам соблазнительной героини Лорны Карпф в комедии «Шампунь», снятой в середине 1974 года, когда ей было 17 лет. В 1977 году Фишер снялась в роли принцессы Леи в космической опере «Звёздные войны. Эпизод IV: Новая надежда». Фишер появилась в фильме «Братья Блюз» в роли мстительной бывшей возлюбленной Джейка. В 1980 году она повторила свою роль принцессы Леи в фильме «Звёздные войны. Эпизод V: Империя наносит ответный удар». В 1983 году Фишер вернулась к роли принцессы Леи в фильме «Звёздные войны. Эпизод VI: Возвращение джедая» и позировала в металлическом бикини героини на обложке летнего номера журнала Rolling Stone за 1983 год для продвижения фильма. Позже этот костюм приобрел поклонников. В 1986 году она снялась в фильме Вуди Аллена «Ханна и её сёстры».
В 1989 году Фишер сыграла главную роль второго плана в фильме «Когда Гарри встретил Салли», и в том же году она появилась с Томом Хэнксом в роли жены его персонажа в «Предместье». Фишер появилась в фантастическом комедийном фильме «Вредный Фред» в 1991 году и сыграла психотерапевта в фильме «Остин Пауэрс: Человек-загадка международного масштаба». Фишер также работала над сценариями таких фильмов, как «Смертельное оружие 3» (где она написала некоторые диалоги Рене Руссо), «Эпидемия», «Певец на свадьбе» и «Стой! Или моя мама будет стрелять».
В 2000-х годах она сыграла в таких фильмах, как «Крик 3», «Джей и Молчаливый Боб наносят ответный удар», «Ангелы Чарли: Только вперёд». В 2005 году журнал Women in Film & Video – DC наградил Фишер премией Women of Vision Award. Она будет показана в фильме «Вандервелл» с Ритой Орой, который был снят летом 2016 года в Италии; он был завершен и запланирован к выпуску в 2022 году.

## Книги
Сложным отношениям с матерью посвящён полуавтобиографический роман Кэрри «Открытки с края бездны» (Postcards from the Edge, 1987), по которому Майк Николс в 1991 году снял одноимённый фильм с Мерил Стрип в главной роли.
Среди других отчасти биографических художественных произведений Фишер — «Розовый капитулятор» (Surrender the Pink, 1990), «Заблуждения бабушки» (Delusions of Grandma, 1993) и «Хуже не бывает» (The Best Awful There Is, 2004), а также вступительная статья к книге фотографий «Голливудские мамочки» (Hollywood Moms, 2001).
Следом вышли непосредственно автобиографические книги воспоминаний Кэрри Фишер — монопьеса и основанный на ней роман под названием «Сослагательное пьянство» (Wishful Drinking, 2008), затем «Шокоголик» (Shockaholic, 2011).
В июле 2015 года актриса объявила о том, что собирается написать воспоминания о съёмках в знаменитой киносаге. В итоге, «Дневники принцессы» (The Princess Diarist), в которых она, в частности, впервые описывала свой кратковременный роман с партнёром по съёмочной площадке «Звёздных войн» Харрисоном Фордом, вышли в ноябре 2016 года, за месяц до смерти актрисы.
Кроме того, Фишер вела колонку в The Guardian, где делилась своим опытом, в том числе как человека, живущего с биполярным аффективным расстройством (ранее, в 2006 году, она выступила героиней документального фильма Стивена Фрая Stephen Fry: The Secret Life of the Manic Depressive, посвящённого этой теме).

## Личная жизнь
В своей автобиографии 2016 года «Дневник принцессы» Фишер написала, что у неё и Харрисона Форда был трёхмесячный роман во время съёмок «Звёздных войн» в 1976 году. С 1977 по 1983 год Фишер состояла в отношениях с музыкантом Полом Саймоном, с которым познакомилась во время съёмок «Звёздных войн». В 1980 году она была ненадолго помолвлена с канадским актёром и комиком Дэном Эйкройдом, который сделал ей предложение на съёмках фильма «Братья блюз». Она сказала: «У нас были кольца. Но потом я снова сошлась с Полом Саймоном». Фишер была замужем за Саймоном с августа 1983 по июль 1984 года, они встречались некоторое время после развода. Во время их брака она снялась в клипе Саймона на песню «Rene and Georgette Magritte with Their Dog after the War». Песня Саймона «Hearts and Bones» посвящена их роману, она упоминается в его песне «Graceland», которая была написана после их развода. Фишер сказала, что чувствовала себя привилегированной, появляясь в песнях Саймона.
Впоследствии у Фишер были отношения с директором агентства Creative Artists и агентом по подбору талантов Брайаном Лурдом. Их единственная дочь, Билли Лурд, родилась в 1992 году. Отношения пары закончились, когда Лурд бросил её ради мужчины. В интервью Фишер описывала Лурда как своего второго мужа, но в анкете 2004 года выяснилось, что они с Лурдом никогда не состояли в законном браке.
У Фишер были близкие отношения с английским певцом и автором песен Джеймсом Блантом. Во время работы над своим альбомом Back to Bedlam в 2003 году Блант проводил большую часть своего времени в резиденции Фишер. Когда Джордж Уэйн из Vanity Fair спросил Фишер, были ли их отношения сексуальными, она ответила: «Абсолютно нет, но я стала его психотерапевтом. Он был солдатом. Этот мальчик видел ужасные вещи. Каждый раз, когда Джеймс слышит фейерверк или что-то в этом роде, его сердце бьётся быстрее. Вы знаете, он происходит из линии солдат, восходящей к X веку. Он рассказывал мне эти ужасные истории. Он был капитаном, солдатом-разведчиком. Я стала психотерапевтом Джеймса. Так что было бы неэтично спать с моим пациентом».
26 февраля 2005 года Грегори Стивенс, 42-летний лоббист, был найден мёртвым в калифорнийском доме Фишер. В окончательном отчёте о вскрытии причиной смерти было указано употребление кокаина и оксикодона, но в качестве факторов, способствующих этому, были добавлены хронические и, по-видимому, ранее не диагностированные заболевания сердца. В освещении СМИ первоначального отчёта о вскрытии использовалось слово передозировка, но этой формулировки нет в окончательном отчёте. В интервью Фишер утверждала, что призрак Стивенса преследовал её особняк, что выбило её из колеи: «Я была сумасшедшей в течение года, и в тот год я приняла наркотики снова».
В последние годы жизни у Фишер был французский бульдог по кличке Гэри, которого она приводила на многочисленные выступления и интервью. После её смерти в отчётах указывалось, что дочь Фишер Билли Лурд будет заботиться о Гэри.

## Здоровье
Во время программ «20/20» и «Тайная жизнь маниакально-депрессивных» со Стивеном Фраем Фишер публично обсуждала свой диагноз биполярного расстройства и пристрастие к кокаину и отпускаемым по рецепту лекарствам. Она сказала, что её употребление наркотиков было формой самолечения; она использовала обезболивающие препараты, такие как Перкодан, чтобы уменьшить маниакальный аспект своего биполярного расстройства.
В другом интервью Фишер рассказала, что употребляла кокаин во время съемок фильма «Звёздные войны. Эпизод V: Империя наносит ответный удар». Постепенно я поняла, что принимаю немного больше наркотиков, чем другие люди, и теряю свой выбор в этом вопросе, — отметила она. В 1985 году, после нескольких месяцев трезвости, она случайно передозировала комбинацию отпускаемых по рецепту лекарств и снотворного. Её срочно доставили в больницу.

## Смерть и наследие
23 декабря 2016 года у Фишер произошла остановка сердца во время перелёта из Лондона в Лос-Анджелес. Сидевший рядом пассажир позже сообщил, что актриса перестала дышать. Он проводил ей сердечно-лёгочную реанимацию, пока не прибыли медики. В Лос-Анджелесе Фишер была доставлена в медицинский центр имени Рейгана, где была незамедлительно подключена к аппарату искусственной вентиляции лёгких, но это не имело должного эффекта. Актриса скончалась спустя четыре дня, 27 декабря, в 8:55 утра по местному времени в возрасте 60 лет. Её мать Дебби Рейнольдс скончалась от инсульта на следующий день, 28 декабря, во время организации похорон дочери. 16 июня 2017 года появилось сообщение, что Фишер перенесла апноэ во сне, что и стало одним из факторов её смерти. В июне 2017 года был опубликован отчет патологоанатомов, в котором указано, что в теле Фишер обнаружены следы трех видов наркотиков: кокаина, МДМА и героина.
В 2008 году в книге «Wishful Drinking» она написала, что надеется, что её некролог будет звучать так: «Она утонула в лунном свете, задушенная собственным лифчиком». В итоге некрологи и ретроспективы содержали эту фразу.
В июле 2017 года была посмертно номинирована на телепремию «Эмми» за гостевое появление в британском телесериале «Катастрофа».
В июне 2021 года было объявлено, что Фишер получит официальную звезду на Голливудской аллее славы. Открытие состоялось 4 мая 2023 года, когда поклонники отмечают день «Звёздных войн». Звезда Фишер стала 2754 по счёту.

## Фильмография

### Актриса
| Год  | Русское название                                        | Оригинальное название                       | Роль                                                                                 |
| ---- | ------------------------------------------------------- | ------------------------------------------- | ------------------------------------------------------------------------------------ |
| 1975 | Шампунь                                                 | Shampoo                                     | Лорна Кампф                                                                          |
| 1977 | Звёздные войны. Эпизод IV: Новая надежда                | Star Wars                                   | Лея Органа                                                                           |
| 1980 | Звёздные войны. Эпизод V: Империя наносит ответный удар | The Empire Strikes Back                     | Лея Органа                                                                           |
| 1980 | Братья Блюз                                             | The Blues Brothers                          | таинственная женщина                                                                 |
| 1981 | Под радугой                                             | Under the Rainbow                           | Энни Кларк                                                                           |
| 1983 | Звёздные войны. Эпизод VI: Возвращение джедая           | Return of the Jedi                          | Лея Органа                                                                           |
| 1984 | Гарбо рассказывает                                      | Garbo Talks                                 | Лиза Ролф                                                                            |
| 1985 | Человек в красном ботинке                               | The Man with One Red Shoe                   | Пола                                                                                 |
| 1986 | Ханна и её сёстры                                       | Hannah and Her Sisters                      | Эйприл                                                                               |
| 1986 | Полиция нравов Голливуда                                | Hollywood Vice Squad                        | Бетти Мэлтон                                                                         |
| 1987 | Амазонки на Луне                                        | Amazon Women on the Moon                    | Мэри Браун                                                                           |
| 1987 | Страж времени                                           | The Time Guardian                           | Петра                                                                                |
| 1988 | Свидание со смертью                                     | Appointment with Death                      | Нэдан Бойтон                                                                         |
| 1989 | Предместье                                              | The 'Burbs                                  | Кэрол Петерсон                                                                       |
| 1989 | Герой-любовник                                          | Loverboy                                    | Моника Деланси                                                                       |
| 1989 | Она вернулась                                           | She’s Back                                  | Беатриса                                                                             |
| 1989 | Когда Гарри встретил Салли                              | When Harry Met Sally…                       | Мэри                                                                                 |
| 1990 | Братья-сёстры, соперники-соперницы                      | Sibling Rivalry                             | Ирис Тёрнер Хантер                                                                   |
| 1991 | Вредный Фред                                            | Drop Dead Fred                              | Джейн                                                                                |
| 1991 | Большая пена                                            | Soapdish                                    | Бетси Фейн Шарон                                                                     |
| 1991 | Капитан Крюк                                            | Hook                                        | целующаяся на мосту женщина                                                          |
| 1992 | Это моя жизнь                                           | This Is My Life                             | Клаудия Кёртис                                                                       |
| 1997 | Остин Пауэрс: Человек-загадка международного масштаба   | Austin Powers: International Man of Mystery | терапевт                                                                             |
| 2000 | Крик 3                                                  | Scream 3                                    | Бьянка Бёрнетт                                                                       |
| 2000 | Лиза Пикард известна                                    | Lisa Picard Is Famous                       | камео                                                                                |
| 2001 | Сердцеедки                                              | Heartbreakers                               | мисс Сарин                                                                           |
| 2001 | Джей и молчаливый Боб наносят ответный удар             | Jay and Silent Bob Strike Back              | Монашка                                                                              |
| 2002 | Ярость летнего солнцестояния                            | A Midsummer Night’s Rave                    | мама Мии                                                                             |
| 2003 | Ангелы Чарли: Только вперёд                             | Charlie’s Angels: Full Throttle             | настоятельница                                                                       |
| 2003 | Уондэрленд                                              | Wonderland                                  | Салли Хенсен                                                                         |
| 2004 | Однажды в США                                           | Stateside                                   | мисс Дюбойс                                                                          |
| 2005 | Неразгаданное                                           | Undiscovered                                | Кэрри                                                                                |
| 2006 | Дружественный огонь                                     | Friendly Fire                               | певица                                                                               |
| 2007 | Кровавая расплата                                       | Suffering Man’s Charity                     | репортёр                                                                             |
| 2007 | Клуб Кошечка                                            | Cougar Club                                 | Глэди Гудби                                                                          |
| 2008 | Женщины                                                 | The Women                                   | Бэйли Смит                                                                           |
| 2009 | Просветления Уайта                                      | White Lightnin'                             | Цилла                                                                                |
| 2009 | Фанаты                                                  | Fanboys                                     | доктор                                                                               |
| 2009 | Крик в общаге                                           | Sorority Row                                | мисс Крейнслоу                                                                       |
| 2014 | Звёздная карта                                          | Maps to the Stars                           | камео                                                                                |
| 2015 | Звёздные войны: Пробуждение силы                        | Star Wars: The Force Awakens                | Лея Органа                                                                           |
| 2016 | Изгой-один. Звёздные войны: Истории                     | Rogue One: A Star Wars Story                | Лея Органа — компьютерная реконструкция образа персонажа. Озвучивание (через архивы) |
| 2017 | Звёздные войны: Последние джедаи                        | Star Wars: The Last Jedi                    | Лея Органа                                                                           |
| 2019 | Звёздные войны: Скайуокер. Восход                       | Star Wars: The Rise of Skywalker            | Лея Органа                                                                           |
| 2023 | Колодец чудес                                           | Wonderwell                                  | Хейзел                                                                               |

| Год       | Русское название                       | Оригинальное название                     | Роль                                                 | Примечания                 |
| --------- | -------------------------------------- | ----------------------------------------- | ---------------------------------------------------- | -------------------------- |
| 1969      | Дебби Рейнольдс и песни от детей       | Debbie Reynolds and the Sound of Children | гёрлскаут                                            | Телефильмы                 |
| 1977      | Вернись, маленькая Шеба                | Come Back, Little Sheba                   | Мэри                                                 | Телефильмы                 |
| 1978      | Ринго                                  | Ringo                                     | Марквин                                              | Телефильмы                 |
| 1978      | Оставить вчера позади                  | Leave Yesterday Behind                    | Мэрни Кларксон                                       | Телефильмы                 |
| 1978      | Звёздные войны: Праздничный спецвыпуск | The Star Wars Holiday Special             | Лея Органа                                           | Телефильмы                 |
| 1982      | Лаверна и Ширли                        | Laverne & Shirley                         | Кэти                                                 | Сериалы, по 1 эпизоду      |
| 1984      | Театр волшебных историй                | Faerie Tale Theatre                       | Дюймовочка                                           | Сериалы, по 1 эпизоду      |
| 1984      | Франкенштейн                           | Frankenstein                              | Элизабет                                             | Телефильмы                 |
| 1985      | Долго и счастливо                      | Happily Ever After                        | Элис Конвей (голос)                                  | Телефильмы                 |
| 1985      | От детства до материнства              | From Here to Maternity                    | Вероника                                             | Короткометражный телефильм |
| 1986      | Свобода                                | Liberty                                   | Эмма Лазарус                                         | Телефильм                  |
| 1986      | Диснейленд                             | Disneyland                                | Фрэнни Джесуп                                        | Сериалы, по 1 эпизоду      |
| 1987      | Удивительные истории                   | Amazing Stories                           | Лаура Макнамара                                      | Сериалы, по 1 эпизоду      |
| 1989      | Два отца?                              | Two Daddies?                              | Элис Конвей (голос)                                  | Телефильм                  |
| 1989      | Время на попытку                       | Trying Times                              | Энид                                                 | Сериал, 1 эпизод           |
| 1990      | Сладкая месть                          | Sweet Revenge                             | Линда                                                | Телефильм                  |
| 1995      | Фрейзер                                | Frasier                                   | Филис (голос)                                        | Сериал, 1 эпизод           |
| 1995      | Время настоящее, прошлое и совершенное | Present Tense, Past Perfect               | Персонаж неизвестен                                  | Короткометражный телефильм |
| 1997      | Пистолет                               | Gun                                       | Нэнси                                                | Сериалы, по 1 эпизоду      |
| 1998      | Доктор Кац                             | Dr. Katz, Professional Therapist          | Роз Кац (голос)                                      | Сериалы, по 1 эпизоду      |
| 1999      | Это как ты знаешь                      | It’s Like, You Know…                      | камео                                                | Сериалы, по 1 эпизоду      |
| 2000      | Секс в большом городе                  | Sex and the City                          | камео                                                | Сериалы, по 1 эпизоду      |
| 2001      | Эти старые тропы                       | These Old Broads                          | проститутка                                          | Телефильм                  |
| 2002      | Тайны Ниро Вульфа                      | A Nero Wolfe Mystery                      | Элен Тензер                                          | Сериал, 2 эпизода          |
| 2003      | Доброе утро, Майами                    | Good Morning, Miami                       | Джуди Сильвер                                        | Сериалы, по 1 эпизоду      |
| 2004      | Джеки и Бобби                          | Jack & Bobby                              | Мэдисон Скутчер                                      | Сериалы, по 1 эпизоду      |
| 2005      | Тайны Смольвиля                        | Smallville                                | Паулин Кох                                           | Сериалы, по 1 эпизоду      |
| 2005      | Романтичная невеста                    | Romancing the Bride                       | Эдвина                                               | Телефильм                  |
| 2005-2017 | Гриффины                               | Family Guy                                | Энжел / Мон Мотьма (голос)                           | Сериал, 24 эпизода         |
| 2007      | Нечётный Джек                          | Odd Job Jack                              | доктор Финч                                          | Сериалы, по 1 эпизоду      |
| 2007      | Дурман                                 | Weeds                                     | Эрлен Куттер                                         | Сериалы, по 1 эпизоду      |
| 2007      | На краю жизни                          | Side Order of Life                        | доктор Гилберт                                       | Сериалы, по 1 эпизоду      |
| 2007      | Студия 30                              | 30 Rock                                   | Розмари Ховард                                       | Сериалы, по 1 эпизоду      |
| 2008      | Робоцып: Звёздные войны. Эпизод II     | Robot Chicken: Star Wars Episode II       | Лея Органа / Мон Мотьма / Мать Крайт Дракона (голос) | Короткометражный телефильм |
| 2010      | Красавцы                               | Entourage                                 | Анна Флоуэр                                          | Сериал, 1 эпизод           |
| 2010      | Правильное против неправильного        | Wright vs. Wrong                          | Джоан Харрингтон                                     | Телефильмы                 |
| 2012      | Это Рождество, Кэрол!                  | It’s Christmas, Carol!                    | Ив                                                   | Телефильмы                 |
| 2014      | Теория Большого взрыва                 | The Big Bang Theory                       | камео                                                | Сериалы, по 1 эпизоду      |
| 2014      | В норме                                | Legit                                     | Энджела Маккинон                                     | Сериалы, по 1 эпизоду      |
| 2014-2016 | Инструкция по разводу для женщин       | Girlfriends' Guide to Divorce             | Кэт                                                  | Сериал, 2 эпизода          |
| 2015-2017 | Катастрофа                             | Catastrophe                               | Мия                                                  | Сериал, 5 эпизодов         |

| Год  | Название                          | Озвучивание                               |
| ---- | --------------------------------- | ----------------------------------------- |
| 2012 | Dishonored                        | Альтернативный голос из уличного динамика |
| 2014 | Family Guy: The Quest for Stuff   | Энджел                                    |
| 2016 | Lego Star Wars: The Force Awakens | Лея Органа                                |

### За кадром
| Год  | Русское название       | Оригинальное название   | Работа         |
| ---- | ---------------------- | ----------------------- | -------------- |
| 1990 | Открытки с края бездны | Postcards from the Edge | Автор сценария |

| Год  | Русское название                       | Оригинальное название               | Работа                                    | Примечания               |
| ---- | -------------------------------------- | ----------------------------------- | ----------------------------------------- | ------------------------ |
| 1993 | Хроники молодого Индианы Джонса        | The Young Indiana Jones Chronicles  | Автор сценария                            | Сериал, 1 эпизод         |
| 1995 | Кэрри Фишер: Голливудская семья        | Carrie Fisher: The Hollywood Family | Автор сценария                            | Документальный телефильм |
| 1995 | Кэрри в Голливуде                      | Carrie on Hollywood                 | Автор сценария                            | Документальный сериал    |
| 1997 | 69-я церемония вручения премии «Оскар» | The 69th Annual Academy Awards      | Автор сценария                            | Церемония награждения    |
| 1997 | Розанна                                | Roseanne                            | Автор сценария                            | Сериал, 1 эпизод         |
| 2001 | Эти старые тропы                       | These Old Broads                    | Автор сценария, соисполнительный продюсер | Телефильм                |
| 2002 | 74-я церемония вручения премии «Оскар» | The 74h Annual Academy Awards       | Автор сценария                            | Церемонии награждения    |
| 2007 | 79-я церемония вручения премии «Оскар» | The 79h Annual Academy Awards       | Автор сценария                            | Церемонии награждения    |
| 2010 | Вожделенное питье                      | Wishful Drinking                    | Автор сценария                            | Документальный телефильм |